# Boyzvoice
Boyzvoice är ett fiktivt norskt pojkband i första hand kända från låtsasdokumentären Get Ready to Be Boyzvoiced från år 2000. I hemlandet Norge har bandet, bestående av bröderna M'Pete (bakom vilken döljer sig Espen Eckbo), Hot Tub (spelad av Øyvind Thoen) och Roar (spelad av Kaare Daniel Steen), även klättrat på listorna under början av 2000-talet med sina hitsinglar "Library Girl" och "Let Me Be Your Father Xmas".

## Diskografi
Studioalbum
- 2000 – Get Ready To Be Boyzvoiced

Singlar
- 1999 – "Let Me Be Your Father Xmas" / "Quanta Costa Cerveza" / "Library Girl" (maxi-singel)
- 2000 – "We Are The Playmomen"